# Lappland (bok)
Lapponia – sedermera översatt till svenska under namnet Lappland – är en bok med 35 kapitel som beskriver samerna, författad av Johannes Schefferus. 
Boken var den första som detaljerat beskrev samernas levnadssätt med text och bilder. Den baseras till stor del på de så kallade prästrelationerna, det vill säga utförliga redogörelser om samerna författade av kyrkomän verksamma i lappmarkerna: Samuel Rheen, Johannes Tornæus, Olaus Niurenius samt dennes söner Erik och Zacharias Plantin. Även Olaus Graan inkom med ett bidrag, men så sent att det inte kunde användas i första utgåvan. Schefferus utnyttjade också de samer som studerade vid Uppsala universitet som sagesmän, främst Olaus Sirma. Ganska snart efter utgivningen började Schefferus sedan arbeta med en ny och mer omfattande utgåva, och då blev den samiske studenten Nicolaus Lundius en viktig uppgiftslämnare.
Boken trycktes i sin originalutgåva på latin under senare delen av 1673 i Frankfurt am Main, och snabbt därefter översattes den till engelska, tyska, franska och nederländska. Till svenska översattes den i sin helhet först på 1950-talet.
Före utgivningen av Lapponia var ryktena om samerna mytologiska, varför avsikten med boken var att presentera mer fakta. Det var Magnus De la Gardie som fann behovet för att dämpa sydeuropeisk propaganda. Det hade nämligen blivit allmänt känt att svenskarna använt ”samisk magi” när de vunnit kamperna på krigsfältet, något som ansågs nedvärdera den svenska äran och krigsdugligheten. Även om Schefferus var mycket objektiv i sin framställning, bekräftades de förutfattade meningarna om samisk magi. Nedkortade och anpassade versioner utgavs snabbt därefter i Holland och Tyskland, som bara fokuserade på den fornsamiska religionen – kapitel om folkens svåra och djärva levnadsförhållanden byttes ut mot magi, trolldom, trummor och hedendom.
Lapponia blev känd inte minst för de två jojkar som upptecknats av Olaus Sirma på kemisamiska och översatts av honom till svenska och av Johannes Schefferus och Olaus Sirma till latinet. Dessa två sånger fick stor spridning och var mycket populära, särskilt i England.